# Влодово
Влодово (пол. Włodowo, нім. Waltersdorf) — село в Польщі, у гміні Свьонтки Ольштинського повіту Вармінсько-Мазурського воєводства.
Населення — 223 особи (2011).
У 1975-1998 роках село належало до Ольштинського воєводства.

## Демографія
Демографічна структура станом на 31 березня 2011 року:
|          | Загалом | Допрацездатний вік | Працездатний вік | Постпрацездатний вік |
| -------- | ------- | ------------------ | ---------------- | -------------------- |
| Чоловіки | 121     | 27                 | 84               | 10                   |
| Жінки    | 102     | 18                 | 65               | 19                   |
| Разом    | 223     | 45                 | 149              | 29                   |